# 白樺派

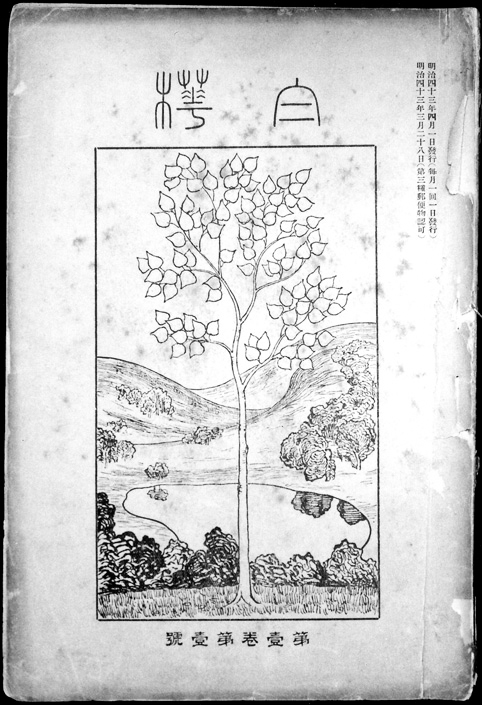
『白樺』創刊号

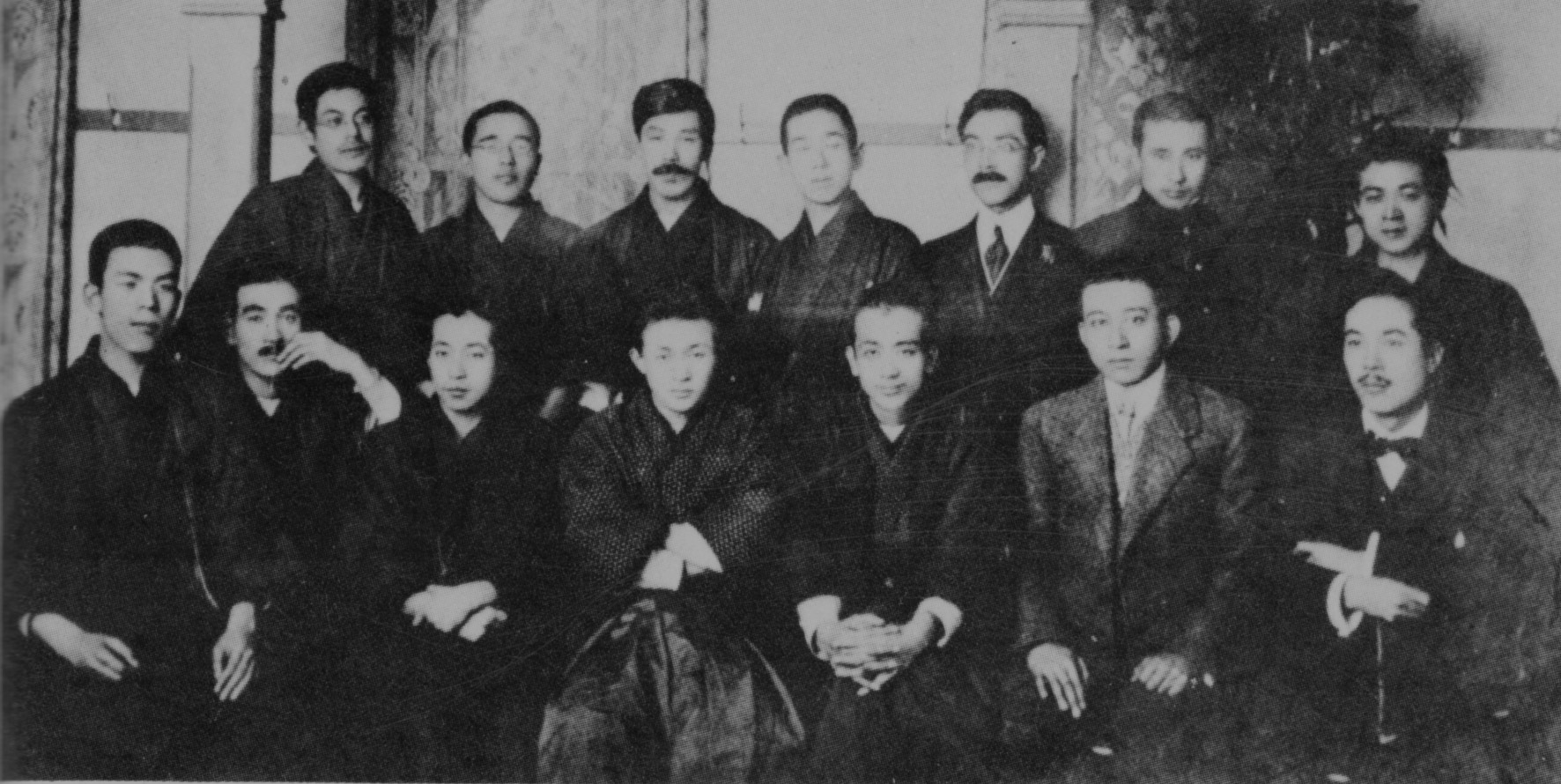
白樺派のメンバー後列左から：武者小路実篤、小泉鉄（1886-1954）、高村光太郎、木下利玄、正親町公和、長與善郎、日下諗（正親町実慶、1887-1938）。
前列、左から：田中雨村（1888-1966）、志賀直哉、里見弴、柳宗悦、園池公致、青木直介（1889-?）、有島生馬（有島壬生馬）（1912年1月4日撮影）

白樺派（しらかばは）は、1910年（明治43年）創刊の文学同人誌『白樺』を中心にして起こった文芸思潮の一つ。また、その理念や作風を共有していたと考えられる作家達のことである。

## 概略
大正デモクラシーなど自由主義の空気を背景に人間の生命を高らかに謳い、理想主義・人道主義・個人主義的な作品を制作した。人間肯定を指向し、自然主義にかわって1910年代の文学の中心となった。1910年（明治43年）刊行の雑誌『白樺』を中心として活動した。
そのきっかけは1907年（明治40年）10月18日から神奈川県藤沢町鵠沼の旅館東屋で武者小路実篤と志賀直哉が発刊を話し合ったことだと、志賀が日記に書いている。学習院の学生で顔見知りの十数人が、1908年から月2円を拠出し、明治43年（1910年）春の刊行を期して雑誌刊行の準備を整えたという。同窓・同年代の作家がまとまって出現したこのような例は、後にも先にも『白樺』以外にない。『白樺』は学習院では「遊惰の徒」がつくった雑誌として、禁書にされた。彼らが例外なく軍人嫌いであったのは、学習院院長であった乃木希典が体現する武士像や明治の精神への反発からである。さらには漢詩や俳諧などの東洋の文芸に関しても雅号・俳号の類を用いなかった。特にロダンやセザンヌ、ゴッホ、ゴーギャンら西欧の芸術に対しても目を開き、その影響を受け入れた。また白樺派の作家には私小説的な作品も多い。写実的、生活密着的歌風を特徴とするアララギ派と対比されることもある。
白樺派の主な同人には、作家では志賀直哉、有島武郎、正親町公和、園池公致、木下利玄、里見弴、郡虎彦、長與善郎の他、美術家では柳宗悦、有島生馬、『白樺』創刊号の装幀も手がけた美術史家の児島喜久雄らがいる。武者小路はその明るい性格と意志の強さから思想的な中心人物となったと考えられている。多くは学習院出身の上流階級に属する作家たちで、幼い頃からの知人も多く、互いに影響を与えあっていた。
彼らは恵まれた環境を自明とは考えず、人生への疑惑や社会の不合理への憤る正義感をすり減らさずに保ち得た人々であった。ロシアの文豪レフ・トルストイの影響を強く受けたことや、有島武郎がその晩年に自分の財産を小作人に分かち与えたこと、武者小路による「新しき村」の実験に見られるような急進主義にもそうした傾向はよく表れている。
白樺派のメンバーは、狭義には『白樺』同人を指すが、彼らが白樺派という呼称を用いていた訳ではない。ただ、彼らの活動は同時代の文学者や美術家に大きな影響を与えており、作家では千家元麿、高村光太郎、倉田百三、尾崎喜八、犬養健、近藤経一、新城和一、美術家では岸田劉生、中川一政、梅原龍三郎、椿貞雄、バーナード・リーチ、南薫造、斎藤与里、富本憲吉、木村荘八、河野通勢、九里四郎など、その理念に共鳴して同人との親交を深め、『白樺』に寄稿した者も少なくなかった。広義には彼らを含めて白樺派と称し、大正時代における文壇・画壇の主要な勢力の一つとなっていた。

## 白樺派と手賀沼

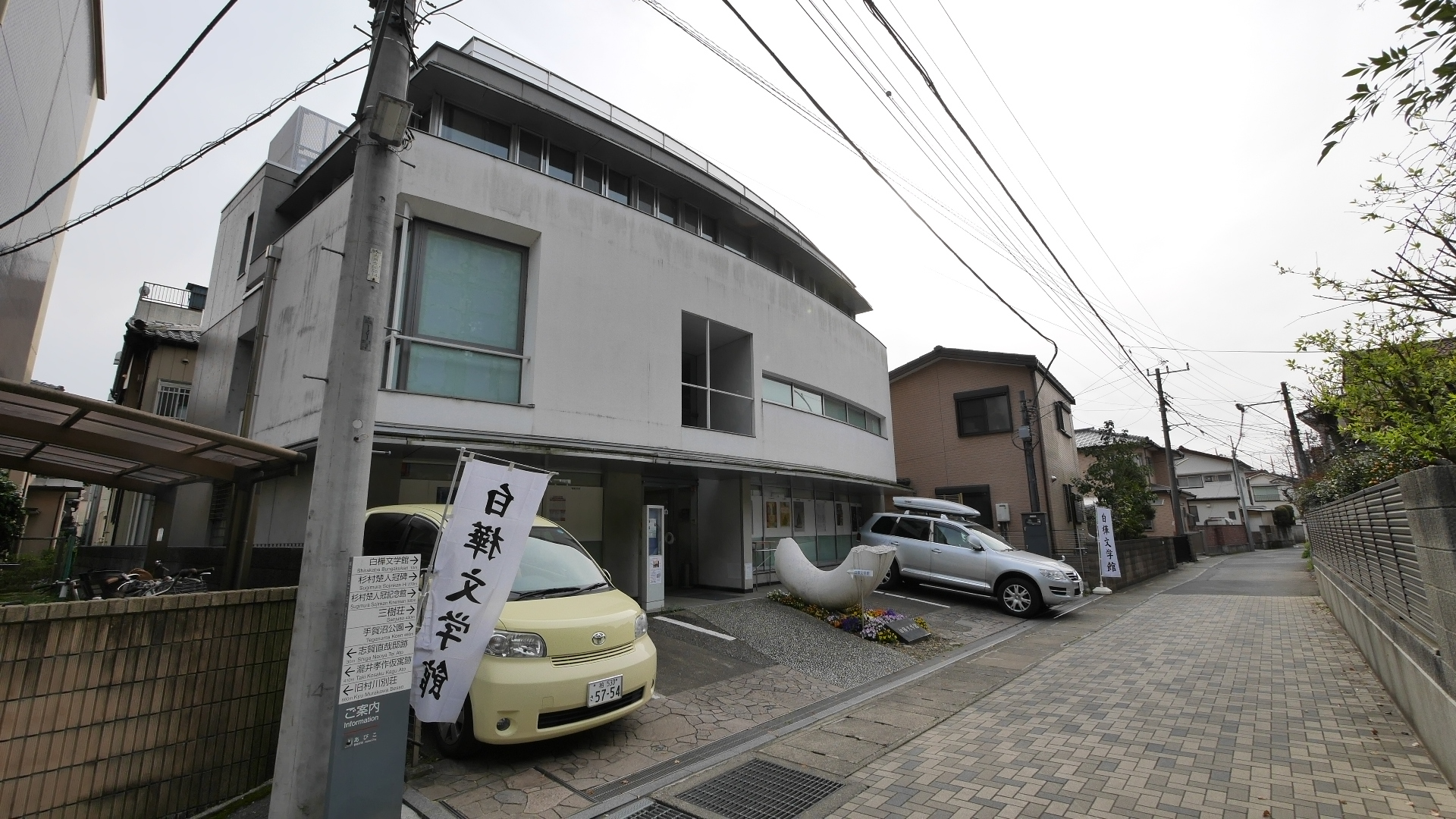
白樺文学館

白樺文学館は、千葉県我孫子市緑の旧志賀直哉邸跡地前に、2001年（平成13年）1月に白樺派の作品を広く公開するために建設された文学館である。
コンセプト立案者および初代館長は武田康弘。日本オラクル初代社長の佐野力が創設し、2009年に千葉県我孫子市が運営を引き継いだ。白樺派のほか柳宗悦が始めた民藝運動についての資料を所蔵・展示する。
我孫子市にある手賀沼の北岸は当時は農村地帯であったが、我孫子駅の開業で東京から交通の便が良くなり、別荘地として人気が出つつあった。柳宗悦・柳兼子夫妻が1914年（大正3年）4月、宗悦の叔父である嘉納治五郎（柔道家）の別荘向かいに引っ越し、庭にあった3本の椎にちなんで嘉納が「三樹荘」と命名。柳夫妻に誘われる形で『白樺』同人達が続いた。志賀直哉夫妻は1915年（大正4年）に移り住んだ。直哉は当時、父との不和に悩み、愛児が夭逝する不幸もあったが、ここで創作意欲を回復させ『城の崎にて』『和解』『小僧の神様』や『暗夜行路』（前篇のみ）を執筆した。さらに1916年（大正5年）には武者小路実篤実篤も居を構え、彼らとの交流から1917年（大正6年）英国人陶芸家バーナード・リーチが三樹荘裏に窯を築いた。直哉が京都へ転居した1923年（大正12年）を最後に各作家の居所は散り散りになるが、彼らの濃密な交流や東京からの文化人の来訪により、手賀沼北畔は白樺派や民藝運動の拠点となった。
我孫子市は、白樺文学館の運営を引き継いだほか、文学館や白樺派作家の別荘跡前を結ぶハケ（崖）下の道を「白樺派の小径（こみち）」と命名している。また宅地開発されそうになった志賀直哉邸跡を購入して書斎を移築した。

## 清春芸術村と清春白樺美術館

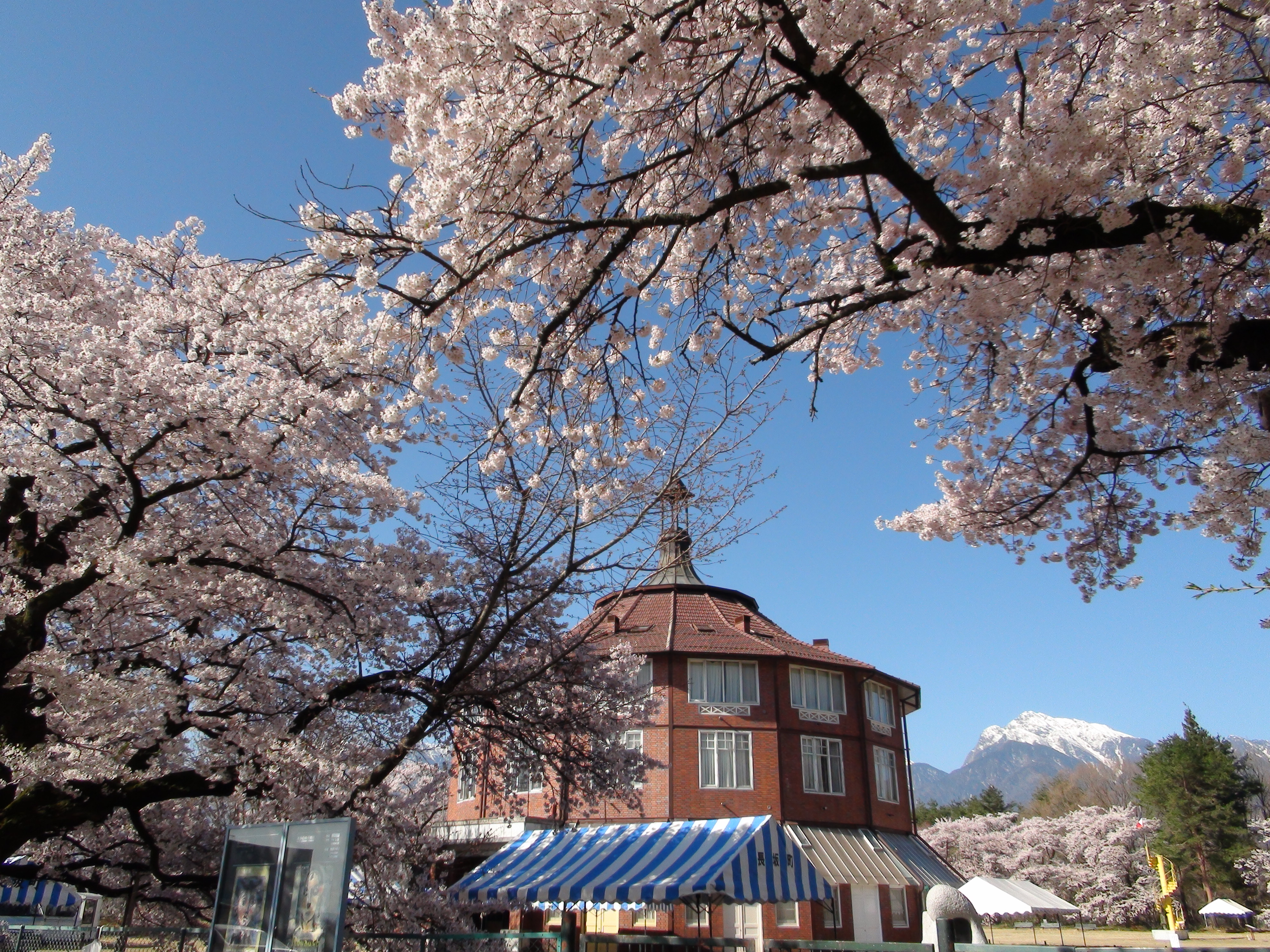
清春白樺美術館

武者小路実篤

現在の山梨県北杜市長坂町中丸に所在する清春芸術村および清春白樺美術館は、武者小路実篤が『白樺』第8巻第10号に発表した『日記のかはり』の中で語った、新美術館建設の理想が元になっている。
武者小路や志賀直哉を敬愛して親交のあった銀座吉井画廊社長・吉井長三が、白樺派の理想を実現すべく、山梨県旧日野春村、旧秋田村、旧清春村の3村合併に伴い、1975年（昭和50年）に廃校となっていた旧清春小学校跡地を買い取り、1981年（昭和56年）に芸術村を建設した。
続いて1983年（昭和58年）には芸術村内に清春白樺美術館を建設。同美術館には白樺派同人の絵画や原稿などを中心とした諸資料が収蔵されている。美術館以外の施設としては、フランスの首都パリのモンパルナスにある集合アトリエ「ラ・リューシュ」を模した会員制貸しアトリエ、東京から移築された梅原龍三郎のアトリエ、ルオー礼拝堂、レストラン（ラ・パレット）などがある。

## 調布市武者小路実篤記念館
東京都調布市若葉町の武者小路実篤記念館は、実篤が1955年から1976年まで、晩年の20年間を過ごした邸宅（現：実篤公園）の隣接地に1985年10月に調布市が開館した。
実篤の本、絵や書、原稿や手紙、実篤が集めていた美術品などを所蔵し、文学や美術など様々なテーマによって展覧会をほぼ5週間ごとに開催。閲覧室では、実篤の本、実篤が好きだった画家の画集、友人であった志賀直哉や岸田劉生らの本、雑誌『白樺』や日本近代文学の本などの閲覧も可能である。